# عارف ميرزوييف
عارف ميرزوييف (بالإنجليزية: Arif Mirzoýew) (مواليد 13 يناير 1980 في الاتحاد السوفييتي) لاعب كرة قدم تركمانستاني دولي يجيد اللعب في خط الهجوم . يلعب حاليا لصالح نادي عشق آباد التركمانستاني منذ 2008 .

## روابط خارجية
- عارف ميرزوييف على موقع ناشيونال فوتبول تيمز (الإنجليزية)